# Eyre (rzeka we Francji)
Eyre (lub Leyre) – rzeka w południowo-zachodniej Francji, w Nowej Akwitanii, dopływ Zatoki Biskajskiej. Długość rzeki wynosi 115,9 km, a powierzchnia jej dorzecza 2028 km².
Źródło rzeki, w górnym biegu zwanej Grande Leyre, znajduje się na terenie gminy Luglon, w departamencie Landy. Rzeka płynie początkowo w kierunku północnym. W pobliżu Moustey wpada do niej rzeka Petite Leyre, gdzie przyjmuje nazwę Eyre (lub Leyre). Po wpłynięciu na terytorium departamentu Żyronda rzeka zwraca się na północny zachód. W pobliżu miejscowości Biganos i Le Teich uchodzi do zatoki Arcachon (odnoga Zatoki Biskajskiej), tworząc deltę.
Rzeka przepływa przez teren Parku Regionalnego Landów Gaskońskich.